# Tall Akarib
Tall Akarib (arab. تل عقارب) – wieś w Syrii, w muhafazie Aleppo, w dystrykcie Dżabal Siman. W 2004 roku liczyła 398 mieszkańców.